# Paula Seguí
Paula Seguí Carles (Mahón, 25 agosto 1982) è un'ex cestista spagnola.

## Carriera
Con la Spagna ha disputato i Campionati europei del 2003 e i Campionati mondiali del 2006.